# Roberto Daolio

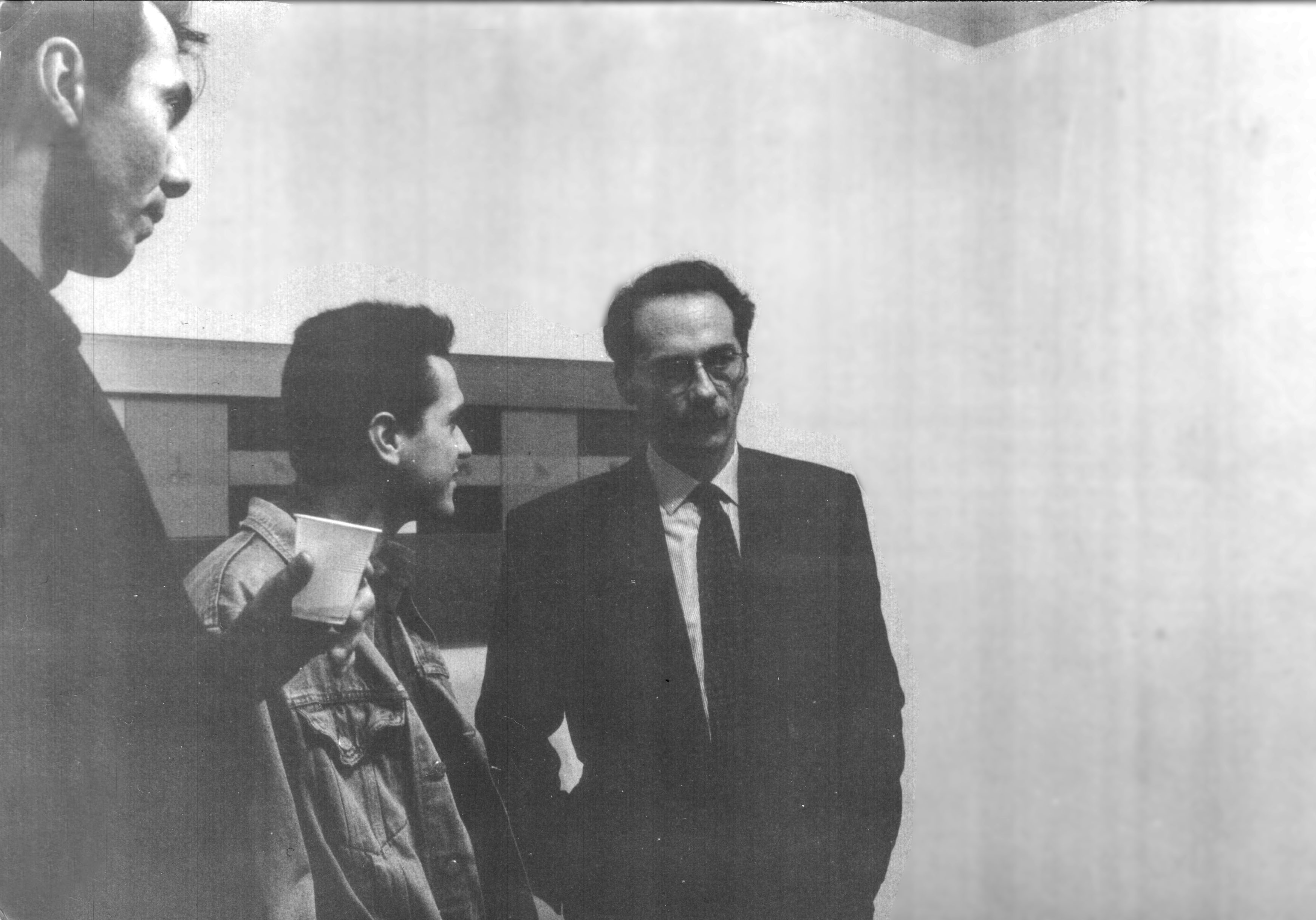
Roberto Daolio (rechts) mit zwei Künstlern in der NEON-Galerie in Bologna (1990er Jahre)

Roberto Daolio (* 1948 in Correggio, Italien; † 29. Juni 2013 in Bologna, Italien) war ein italienischer Kurator für zeitgenössische Kunst, Kunstkritiker und Professor für kulturelle Anthropologie.

## Leben
Daolio studierte in den 1970er Jahren am DAMSDiscipline delle Arti, della Musica e dello Spettacolo der Universität von Bologna, wo er an der Fakultät den Studiengang Discipline delle Arti, della Musica e dello Spettacolo absolvierte. Nach seinem Studium war er bis zum Jahr 2012 als Professor tätig und unterrichtete kulturelle Anthropologie an der Akademie der Schönen Künste in Bologna. Als sogenannter Talent Scout entdeckte und förderte er
zahlreiche Kunststudenten, bevor sie in den Kunstmarkt einstiegen.
Seit den 1980er Jahren arbeitete Daolio mit der von Gino Giannuizzi geleiteten Galerie Neon in Bologna zusammen, die wesentlich zur Etablierung junger Künstler beitrug. Eine der ersten Einzelausstellungen, die er in der Galerie Neon kuratierte, war nicht von einem Studenten, sondern von Maurizio Cattelan, der, nachdem er 1000 seiner Kataloge verschickt hatte, lediglich ein einziges Angebot für eine Gruppenausstellung in Bologna bekam. 1980 trug Daolio zur Gründung der Künstlergruppe Nuovi Nuovi bei. In den 1980er und 1990er Jahren wurde Daolio zu einem der wichtigsten Bezugspersonen in der künstlerischen, damals sehr aktiven, Szene in Bologna. In der Folge kuratierte er zahlreiche nationale und internationale Ausstellungen, unter anderem in Zusammenarbeit mit MoMA PS1, Biennale di Venezia, Fondazione Sandretto Re Rebaudengo in Turin, Fondazione Antonio Ratti in Como, Via Farini sowie Careof in Mailand. Als Autor schrieb er regelmäßig für die Kunstzeitschrift Flash Art.

## Performance und Kunst im öffentlichen Raum
Von 1977 bis 1982 kuratierte Daolio gemeinsam mit Renato Barilli und Francesca Alinovi die im damaligen Museum für Moderne Kunst in Bologna durchgeführten und allgemein als „skandalös“ bezeichneten Internationalen Wochen der Performance (ital.: Settimane Internazionali della Performance), wo Marina Abramović & Ulay 1977 ihre berühmte Performance „mponderabilia“ aufführten.
Von 1997 bis 2005 organisierte er jährlich mit seiner Kollegin Mili Romano das Event Accademia in Stazione, welches Studenten die Möglichkeit gab, immer am 2. August mit performativer Kunst und Kunst im öffentlichen Raum des Terroristenaktes von 1980 auf dem Hauptbahnhof von Bologna zu gedenken. Die enge Zusammenarbeit mit Mili Romano blieb bis 2013 bestehen.
Von 2003 bis 2007 organisierte Daolio jährlich das Kunstprojekt im öffentlichen Raum “ad’a. area d’azione” in der Burg Rocca Sforzesca in Imola, wo junge bereits etablierte Künstler zeitgenössische Kunst in Form von Performance, Installationen, Ton- und Videoarbeiten in der historischen Architektur der Festung präsentierten.
Sein letztes Projekt /little constellation/, an dem er die letzten Jahre arbeitete, ist ein internationales Netzwerk für zeitgenössische Kunst, welches ins Leben gerufen wurde, um regionalen Künstlergruppen und kleinen Staaten Europas die überregionale Recherche und die Entwicklung eigener zeitgenössischer Kunstrichtungen sowie deren Verbreitung zu erleichtern.
Roberto Daolio starb nach langer Krankheit am 29. Juni 2013 bei Bologna.

## Kunstpreise
Nach der Ermordung der erst 35-jährigen Kollegin, Kuratorin, Kunstkritikerin und Universitätsforscherin Francesca Alinovi im Jahr 1983 wurde von Daolio und Barilli der Kunstpreis Alinovi ins Leben gerufen. Nach dem Tod von Daolio wurde der Kunstpreis in Alinovi Daolio umbenannt.
Im Jahr 2015 führte die Akademie der Schönen Künste von Bologna auf Wunsch des Bruders und des Lebensgefährten von Roberto Daolio gemeinsam mit dem Netzwerk /little constellation/ der in der Republik San Marino den Kunstpreis Roberto Daolio für Kunst im öffentlichen Raum mit dem Namen Plutôt la vie… plutôt la ville ein, der jährlich an Kunststudenten der Akademie verliehen wird. Der Name stammt aus einem Projekt in Zusammenarbeit mit der Galerie Neon aus dem Jahr 2000, in dem Roberto Daolio und Mili Romano mit zahlreichen Studenten aus Bologna in Paris einen einmonatigen Workshop durchführten.